# 华空木
华空木（学名：Stephanandra chinensis）为蔷薇科小米空木属下的一个种。